# メアリーズビル (カリフォルニア州)
メアリーズビル（英: Marysville）は、アメリカ合衆国カリフォルニア州の都市。ユバ郡の郡庁所在地である。人口は1万2844人（2020年）。ユバシティ都市圏に含まれる。ユバ郡とサッター郡の2郡に因んでユバ・サッター地域と呼ばれることも多い。広域ではサクラメント都市圏に入る。

## 歴史
1842年、ジョン・サッターがドイツのメクレンブルク出身のセオドア・コルドゥアにランチョ・ニューヘルベティアの土地の一部を賃貸しした。コルドゥアは家畜を育て、1843年には「ニューメクレンバーグ」と呼ぶ家屋と交易拠点を建設した。この交易拠点と家があった場所は後にメアリーズビルのメインストリートである'D'通りの南端となった場所だった。1844年、メキシコ政府がコルドゥアに彼自身の特許土地であるランチョ・ホンカットを認めた。
1848年、コルドゥアの元従業員だったチャールズ・コビロードが金鉱原で富を掴み、コルドゥアの牧場の半分を購入した。その後の1849年1月、コビロードの妻メアリー・マーフィーの義兄弟、マイケル・C・ナイとウィリアム・フォスター・ナイがコルドゥア牧場の残り半分を購入した。同年10月、コビロードはその牧場の大半をホセ・ラミレス、ジョン・サンプソンおよびセオドア・シカードに売却した。カリフォルニア・ゴールドラッシュ時代、この牧場は採鉱現場に向かう途中の鉱山師を運ぶサクラメントからサンフランシスコへの川舟が立ち寄る場所になった。メアリーズビル市に入る地点の路側にある看板は現在でも「金鉱原への入口」とされている。
1850年、コビロード、ラミレス、サンプソンおよびシカードはフランス人測量士オーガスタス・ル・プロンジョンを雇用し、まず「ジュバビル」、後に「ユバビル」と呼ぶ町の計画を作らせた。新しく転居してきた弁護士スティーブン・J・フィールドがその65区画を購入し、それらを販売するために土地譲渡証書を書き上げた。その後、フィールドは鉱山キャンプで3日間を過ごした後に、メキシコの役職であるアルカルデの候補指名を受けた。アルカルデとは形成されることになる新しい政府で市長と治安判事の任務を合わせたものだった。1850年1月18日、フィールドは、まだ町での滞在期間が6日間でしかなかったその対立候補を破った。また1人の市政委員も選ばれた。その夜、町の住人はチャールズ・コビロードの妻メアリー・マーフィー・コビロードに因んで町の名を「メアリーズビル」とすることに決めた。メアリーはドナー隊の生き残りの一人だった。メアリーズビルがカリフォルニア州議会で法人化された後、初代市長が1851年に選出された。フィールドはその後、アメリカ合衆国最高裁判所で最長期間を務めた者になった。
1851年には郵便局が開局した。1853年までに、それまでのテントの町が煉瓦造りの建物に置き換えられた。煉瓦造り商業ビルに加えて、製粉所、鉄工所、工場、機械工場、学校、教会が建てられ、日刊紙は2紙発行された。人口はほぼ1万人になった。1857年までメアリーズビル市は繁栄する都市だった。ゴールドラッシュ時代の戦略的な場所にあったので、カリフォルニア州でも最大級の都市だった。1,000万ドル以上の金がメアリーズビルの川岸からサンフランシスコの造幣局に運ばれた。市の創設者達はメアリーズビル市が「太平洋のニューヨーク」になることを夢見ていた。
しかし、メアリーズビル市より上流のユバ川で水力採鉱が行われたので、堆積物がフェザー川とユバ川の河床に積み上がり、冬の嵐や春の雪解け時にメアリーズビルは洪水の危険性に曝されるようになった。市は堤防を造り、それが現在でも維持されている。この堤防が市の大きさを規定し、市のそれ以上の成長が事実上不可能になった。堤防が造られてからは人口が伸びなかった。1875年以降メアリーズビル市で洪水を経験したのは3度だけだが、この町は「カリフォルニア最古の小都市」と呼ばれている。またフェザー川の河床がさらに高くなったために、次第に航行が難しくなり、メアリーズビルまで川舟が上がって来なくなった。
メアリーズビルには1860年代にかなりの中国系アメリカ人社会が存在したが、1866年2月にすべての中国系アメリカ人は暴力的に町から排除された。そのときから中国系アメリカ人の人口は回復していない。
ゴールドラッシュ時代から20世紀初期に掛けて、メアリーズビルには活動的なユダヤ商人の社会もあった。1862年にネイサン・シュナイダーがシュナイダー衣料を設立し、「価値の家」として広告され、1980年代後半まで存在した。アイザック・グレージャーとサイモン・グレージャーは1851年から1862年までオールドコーナー・タバコ店を経営し、その後サンフランシスコに移転した。J・H・マーキューズはウェスタン・アンド・パレス・タバコ店を始めた。フィリップ・ブラウンは自身を「メアリーズビルをリードする仕立屋、ズボンは4ドルから注文仕立て、P・ブラウンの特製品、白の労働着オーバーオール」というふうに広告した。1852年にW・K・ハドソンとサミュエル・ハリーマンが設立したユニオン製材所は後に簿記係のH・J・チェイムが買収し、現在でもチェイム家が所有している。
2010年、メアリーズビル市政委員会は税収を上げるための一環として、ショッピングセンターの開発のためにワシントン広場公園の一部を売却するという異論の多い決断を下した。これは市が緑地を開発することに反対する市民集団である「メアリーズビルの公園を守る市民団」によって持ち込まれた法廷闘争に、市が金を掛けながら勝利した後のことだった。その後、市が緑地を失うことを埋め合わせる緩和手段が出たが、事実上市域内にあるとしても堤防の輪の外側にある市の資産を使うことに対して批判されている。

### 歴史史跡
アメリカ合衆国国家歴史登録財としては9つの史跡と1つの歴史地区が保存に値する文化資源として登録されている。以下はそのリストである。
- ボク・カイ寺院
- デッカー・ジュエット銀行
- エリス・ビル
- フォーブス家
- ハート・ビル
- ウォーレン・P・ミラー家、「メアリー・アーロン博物館」とも呼ばれる
- パッカード図書館
- ホセ・マヌエル・ラミレス家、「W・T・エリス家」あるいは「ザ・キャッスル」とも呼ばれる
- 郵便局 - メアリーズビル本局
- メアリーズビル歴史的商業地区

その他の歴史的に興味有るものとして、ジュリア・モーガンが設計した家屋、ホテル・メアリーズビルおよび州立劇場がある。

## 地理
メアリーズビルは北緯39度08分45秒 西経121度35分29秒 / 北緯39.14583度 西経121.59139度に位置する。アメリカ合衆国国勢調査局に拠れば、市域全面積は3.6平方マイル (9.4 km2)であり、このうち陸地は3.5平方マイル (9.1 km2)、水域は0.1平方マイル (0.3 km2)で水域率は3.31％である。
メアリーズビルは州都サクラメント市の北64キロメートルにあり、サクラメント・バレーの中に位置している。長年、洪水が市の大きな心配事であり続けている。市の南と東はユバ川、西はフェザー川が境界となり、この2つの川は市の南西で合流している。近くのシエラネバダ山脈から流れ出る雪解け水や冬の嵐で降る雨水が多い年は、この2つの川が市に洪水をもたらす危険性がある。

## 気候
メアリーズビルは地中海性気候にあり、温暖で雨の多い冬と、暑く乾燥した夏を経験する。通常1月が最も雨の多い月である。7月が最も乾燥し暑い。雨季は10月半ばに始まり、4月半ばに終わる。ユバ郡では降雨日が多く、濃い地上霧に覆われる頃である。特にエルニーニョ現象のときの豪雨あるいは冬の暴風雪で積もった山の雪が春に洪水を起こすことがある。バレーの中では降雪は希だが、北からの寒波が雪や氷をもたらす。春の初めは雨が多いが次第に乾燥し、夏が近付くと暖かくなる。4月は春の中でも雨が多い。5月は幾らか降雨があるが、冬の嵐というよりも雷雨の雨である。春の果樹園や畑は草木の花で埋まる。6月から9月は乾燥し暑い季節である。雨はほとんど全く降らないが、希に南東からのモンスーンで雷雨が起こる。7月と8月は最も暑い月であり、気温は90°F (32℃) 台後半に達する。熱波は通常6月から9月に起こる。夏の夜にサンフランシスコ・ベイエリアから来るデルタブリーズが気温を和らげ、湿度を上げる。このデルタブリーズが強いとサクラメント・バレーの中にも海岸の霧を運んでくる。秋は暖かい日々から始まり、次第に冷涼で湿度が上がり、霧が発生しやすくなる。9月から10月半ばの気温は急速に下がり始め、雨と霧をもたらす。10月半ばから11月は降雨と霧の発生率が高くなる。
| メアリーズビルの気候          | メアリーズビルの気候 | メアリーズビルの気候 | メアリーズビルの気候 | メアリーズビルの気候 | メアリーズビルの気候 | メアリーズビルの気候 | メアリーズビルの気候 | メアリーズビルの気候 | メアリーズビルの気候 | メアリーズビルの気候 | メアリーズビルの気候 | メアリーズビルの気候 | メアリーズビルの気候 |
| 月                            | 1月                  | 2月                  | 3月                  | 4月                  | 5月                  | 6月                  | 7月                  | 8月                  | 9月                  | 10月                 | 11月                 | 12月                 | 年                   |
| ----------------------------- | -------------------- | -------------------- | -------------------- | -------------------- | -------------------- | -------------------- | -------------------- | -------------------- | -------------------- | -------------------- | -------------------- | -------------------- | -------------------- |
| 最高気温記録 °C （°F）        | 24 (75)              | 28 (82)              | 32 (90)              | 36 (97)              | 41 (106)             | 45 (113)             | 44 (111)             | 44 (111)             | 45 (113)             | 40 (104)             | 32 (90)              | 24 (76)              | 45 (113)             |
| 平均最高気温 °C （°F）        | 13 (56)              | 16 (61)              | 17 (63)              | 21 (70)              | 28 (83)              | 33 (92)              | 35 (95)              | 34 (93)              | 31 (88)              | 24 (75)              | 16 (61)              | 12 (54)              | 23 (74)              |
| 平均最低気温 °C （°F）        | 3 (38)               | 6 (43)               | 7 (45)               | 9 (48)               | 12 (54)              | 15 (59)              | 16 (61)              | 15 (59)              | 13 (56)              | 9 (48)               | 5 (41)               | 3 (38)               | 9 (49)               |
| 最低気温記録 °C （°F）        | −7 (19)              | −5 (23)              | −3 (26)              | 0 (32)               | 3 (38)               | 7 (45)               | 7 (45)               | 8 (47)               | 6 (43)               | 0 (32)               | −3 (26)              | −8 (17)              | −8 (17)              |
| 降水量 mm （inch）            | 115.3 (4.54)         | 104.9 (4.13)         | 97.8 (3.85)          | 43.2 (1.70)          | 21.3 (0.84)          | 7.4 (.29)            | 1.8 (.07)            | 2 (.08)              | 16.3 (.64)           | 36.3 (1.43)          | 76.2 (3.00)          | 93.2 (3.67)          | 615.7 (24.24)        |
| 出典：weather.com August 2010 |                      |                      |                      |                      |                      |                      |                      |                      |                      |                      |                      |                      |                      |

## 人口動態
以下は2008年の推計による人口統計データである。
| 基礎データ - 人口: 12,268人 - 世帯数: 4,687世帯 - 家族数: 2,826家族 - 人口密度: 1,353.3人/km2（3,501.1人/mi2） - 住居数: 4,999軒 - 住居密度: 551.5軒/km2（1,426.6軒/mi2） 人種別人口構成 - 白人: 71.0% - アフリカン・アメリカン: 4.8% - ネイティブ・アメリカン: 2.3% - アジア人: 6.0% - 太平洋諸島系: 0.2% - その他の人種: 10.1% - 混血: 5.7% - ヒスパニック・ラテン系: 17.5% 年齢別人口構成 - 18歳未満: 27.5% - 18-24歳: 11.7% - 25-44歳: 29.2% - 45-64歳: 18.4% - 65歳以上: 13.1% - 年齢の中央値: 32歳 - 性比（女性100人あたり男性の人口） - 総人口: 99.6 - 18歳以上: 96.3 | 世帯と家族（対世帯数） - 18歳未満の子供がいる: 32.4% - 結婚・同居している夫婦: 38.8% - 未婚・離婚・死別女性が世帯主: 15.7% - 非家族世帯: 39.7% - 単身世帯: 31.5% - 65歳以上の老人1人暮らし: 11.3% - 平均構成人数 - 世帯: 2.49人 - 家族: 3.14人 収入と家計 - 収入の中央値 - 世帯: 28,494米ドル - 家族: 33,474米ドル - 性別 - 男性: 27,630米ドル - 女性: 20,240 米ドル - 人口1人あたり収入: 15,315米ドル - 貧困線以下 - 対人口: 18.9% - 対家族数: 15.2% - 18歳未満: 26.9% - 65歳以上: 7.4% |

## 政治
カリフォルニア州議会では、上院の第4および下院の第3選挙区に属している。連邦議会下院ではカリフォルニア州第2選挙区に属し、クック投票動向指数では共和党+13となっている。2010年時点ですべて共和党議員が務めている。
2010年10月時点の市長はビル・ハリスである。市政委員会は市長と4人の委員で構成されている。市政委員会の会合は毎月第1および第3火曜日の午後7時から市役所で開会される。市政員の任期は4年間である。2010年11月に市政委員2人の席が空白となり、4人が立候補して委員の椅子を争った。

## 教育
メアリーズビルの公共教育はメアリーズビル合同統一教育学区が管轄している。学区内にはメアリーズビル高校など高校が4校ある。

## メディア
市内では「アピール・デモクラット」という日刊新聞が発行され、ユバ・サッター地域で購読されている。小さな地域無料新聞として「テリトリアル・ディスパッチ」がある。「インターピッド・プレス」と「ウェンズデイ・ウィル・ビー」という2つの雑誌も市内で印刷され配布されている。「サクラメント・ビー」も市内で広く販売されている。ウェブのMySYtv.com は地域内の行事をカバーしている。

## 交通
市内には2つの高規格道路が通っている。カリフォルニア州道20号線が東西方向の幹線であり、東のネバダシティから西のユバシティやウィリアムズに繋がっている。州道70号線は南北の幹線であり、南のサクラメントと北のクィンシーを繋いでいる。
ユバ郡空港がメアリーズビルの南東5キロメートルにある。滑走路が2本あり、通常は一般用途に使われている。

## 公園
メアリーズビルにはコミュニティ、地区、および受動に分類される15の公園がある。

### コミュニティ公園

#### エリス公園
メアリーズビルの最も記念すべき中心的存在はエリス湖である。この湖は繁茂する緑と側道で囲まれている。南は9番通り、東はB通り、北は14番通り、西はD通りに区切られている。
エリス湖はかつて見苦しい沼だった。メアリーズビルの婦人改良クラブがサンフランシスコのゴールデンゲート公園を設計したジョン・マクラーレン (造園家)にこの沼を「美しい湖」に変えることを委託したのが1924年のことだった。このプロジェクトは1939年に完成した。最近も現市長ビル・ハリスの努力もあって、改良が加えられている。
2002年10月20日、湖の底、水深2.1メートルで1台の車が発見された。車の中にはメアリー・ジェーン・グッディングの白骨化した死体があった。メアリーズビル警察署はグッディングが1981年10月10日に夫の車を運転して誤って湖に落下したと考えている。彼女の子供達は彼女が犯罪行為の犠牲になったと考えた。しかし、メアリーズビル警察署はそれが犯罪であるという証拠が無いという姿勢を崩していない。
メアリーズビルの市民W・T・エリス・ジュニアに因んで名付けられたこの湖では、歩道、ピクニック場、釣り、ペダルボートなどを楽しむことができる。エリス湖では毎年独立記念日の祭が開催され、モーターボートや段ボールボートのレースが行われる。若者達は段ボールとダクトテープでボートを作り、それを沈ませずに湖を渡ることを試みる。2004年に湖の中心にある島から打ち上げられた花火が群衆の中に落下して一人の少女が足の一部を失った後は、毎年行われていた花火大会が中止になった。この年は例年より2倍の花火を用意しており、打ち上げがより難しく危険な状態になっていた。この事件に関する裁判が11か月間行われ、カリフォルニア州森林火災予防部が、ガゼボー島から打ち上げられた花火の弾頭が低高度で破裂し、湖の対岸にいた群衆の中に飛び込んだという報告書を公表した。
2007年10月、噴水と照明装置が一新され上級のものになった。照明は37色を発光でき、年間を通して午後8時から深夜まで点灯されている。この会衆派ヘルプ・エリス湖プロスパーと呼ばれる団体を形成した地元市民集団の努力もあって可能になった。

#### 東湖
東湖公園はユバ通り沿い14番と16番通りの間にあって、自然の中でスポーツとピクニックを楽しめる。

#### ブライアント野球場
メアリースビル市はブライアント野球場を所有しており、そこは野球チームのメアリースビル・ゴールドソックスの本拠地である。観客席は3,000席あり、シーズン中のゴールドソックスあるいはオフシーズンでは市から借りることができる。

#### ベックワース川面公園複合施設
ベックワース川面公園はフェザー川に隣接するビズ・ジョンソン・ドライブに沿った大型複合施設である。ここにはOHV モトクロスコース、ユバ・サッター青年サッカーリーグが使用するサッカー場、自然地域とフェザー川パビリオン、ライオンズグローブと呼ばれるピクニック地域、ボートの進水路、ソフトボール場、および自転車モトクロスのトラックがある。これら施設の大半は借りることができる。

### 地区公園
- ギャビン公園、ジョンソン・アベニューとバル・ドライブに沿っており、ピクニックテーブル、ベンチ、遊具および大型の遊戯場がある。
- マイナー公園、スウィージー通りとサンプソン通りおよび東14番通りと15番通りの間にあり、地区公園の中では最大級である。ここには遊具、小児用のおもちゃ、ベンチ、ピクニックテーブル、およびバスケットボールのゴールがあり、また大きな遊戯場もある。
- モーター公園、14番通りとG通りに沿っており、遊具、小児用のおもちゃ、ベンチ、ピクニックテーブル、バスケットボールコートおよび大きな遊戯場もある。
- スティーブン・J・フィールド公園、これは小さな円形の公園であり、グリーリー・ドライブとブールトン・ウェイの間のライドアウト・ウェイ沿いにある。ここには遊具、小児用のおもちゃ、ベンチ、ピクニックテーブル、および遊戯場もある。
- トリップレット公園、ライドアウト・ウェイとコビロード通りに沿っており、ピクニックテーブル、ベンチ、遊具、小児用のおもちゃ、および大きな遊戯場もある。
- ベテランズ公園、元はナポレオン広場と呼ばれた。2000年に退役兵記念碑が完成した時に名称が変えられた。G通りとH通りの間の5番通り沿いにあり、遊具、ベンチおよびピクニックテーブルがある。
- ユバ公園、ユバ通りと東10番通りに沿っており、遊具、ピクニック施設および大きな遊戯場もある。
- ベースン公園、東メアリーズビルの東17番通りとハリス通りの間、ホール通り沿いにある季節公園であり、雨季には雨水の排水と貯蔵に使われる。乾燥しているときはスポーツ用に使われる。

### 受動公園
- 第3通りとD通りのミニ公園、メアリーズビルの歴史ある中心街から至便の位置にあり、ショッピングの間の休憩用に使われるベンチがある。
- プラザ公園、ボク・カイ寺院に近い第1通りとD通りに沿っており、ベンチとピクニックテーブルを利用できる。
- ワシントン公園、10番通りとE通りの十字路にあり、昔からワシントン・スクエアと呼ばれている。屋外の食事やレクリエーションのためにピクニックテーブルや大型解放空間が利用できる。

## 見どころ

### メアリー・アーロン記念博物館
メアリー・アーロン記念博物館は1855年に建設されたゴシック復古調住宅であり、地域では初のレンガ造り構造物だった。1935年までアーロン家が住み、現在はメアリーズビル市とユバ郡の信託になっている。地元住民の昔の生活が写真や衣装などの品で展示され、メアリーズビルの町を確立するために貢献した中国人社会のものも入れ替え展示されている。入館は無料である。

### ボク・カイ寺院 (北溪廟)
ボク・カイ寺院は中国人が礼拝を行う場所として1854年に建設され、1880年にも再建された。最も崇拝されるのは雨を制御する力を持つ水の神、玄武である。この寺院はその保存に力を尽くしている現在のメアリーズビル中国人社会の中心であり続けている。

#### ボク・カイ祭りとパレード (北溪慶會)
メアリースビルでは毎年中国の旧正月と玄武を祝っている。ボク・カイのパレードは125年間以上にわたって毎年行われており、カリフォルニア州でも最古の継続するパレードとなっている。この祭りは中国の太陰暦による新年を祝うので、パレードが行われる太陽暦の日は毎年異なっている。マーチングバンド、消防車、クラシックカー、山車が出て、ダンスを行う集団が歴史ある中心街の通りを練り歩く、毎年15,000人以上の観光客がパレード最大の見ものである長さ150フィート (45 m) の蛇踊りを見るために集まってくる。
この祭りは基本的に巨大なクラッカーの集合である「爆弾」点火で終わる。この爆弾はロープを張った競技場で発火されるが、そこでは若い中国人がそれを持っていれば年間を通じて幸運をもたらすとされる「幸運」の輪を求めて殺到する。その輪は破裂する爆弾によって空中に打ち出される。

### アピール・デモクラット公園
アピール・デモクラット公園は、木製バットを使用するカレッジ野球のチームであるメアリーズビル・ゴールドソックスの本拠地である。